# Pallacanestro Femminile Schio 2013-2014
Questa voce raccoglie le informazioni riguardanti la Pallacanestro Femminile Schio nelle competizioni ufficiali della stagione 2013-2014.

## Stagione
La stagione 2013-2014 è stata la ventiduesima consecutiva che la squadra scledense ha disputato in Serie A1.

## Verdetti stagionali
Competizioni nazionali
- Serie A1: (31 partite)

stagione regolare: 1º posto su 11 squadre (19-1);
play-off: Vincitrice contro Ragusa (3-2).
- Coppa Italia: (2 partite)

finale vinta contro Lucca.
- Supercoppa italiana: (1 partita)

gara vinta il 6 ottobre 2013 con Lucca (62-53).
Competizioni europee
- EuroLega: (13 partite)

stagione regolare: 5º posto su 6 squadre nel gruppo A (5-5);
ottavi di finale persi con la squadra turca di Kayseri (1-2)

## Roster
|    | Naz.                   | Ruolo | Sportivo             | Anno | Alt. |  |       |
| -- | ---------------------- | ----- | -------------------- | ---- | ---- |  | ----- |
| 4  | Italia (bandiera)      | PG    | Martina Mosetti      | 1995 | 181  |  |       |
| 5  | Italia (bandiera)      | PG    | Erica Reggiani       | 1994 | 174  |  |       |
| 6  | Italia (bandiera)      | P     | Giorgia Sottana      | 1988 | 176  |  |       |
| 7  | Ungheria (bandiera)    | PG    | Katalin Honti        | 1987 | 177  |  |       |
| 8  | Italia (bandiera)      | G     | Laura Spreafico      | 1991 | 178  |  |       |
| 10 | Stati Uniti (bandiera) | AG    | Jolene Anderson      | 1986 | 173  |  |       |
| 11 | Italia (bandiera)      | AP    | Raffaella Masciadri  | 1980 | 185  |  |       |
| 12 | Stati Uniti (bandiera) | C     | Amber Harris         | 1988 | 196  |  | [ 1 ] |
| 12 | Stati Uniti (bandiera) | P     | Courtney Vandersloot | 1989 | 173  |  | [ 2 ] |
| 13 | Francia (bandiera)     | C     | Élodie Godin         | 1985 | 190  |  |       |
| 14 | Stati Uniti (bandiera) | G     | Erlana Larkins       | 1986 | 185  |  | [ 3 ] |
| 15 | Italia (bandiera)      | C     | Jenifer Nadalin      | 1983 | 187  |  |       |
| 21 | Italia (bandiera)      | C     | Elisa Ercoli         | 1995 | 192  |  |       |
| 22 | Italia (bandiera)      | C     | Kathrin Ress         | 1985 | 196  |  |       |
| 23 | Italia (bandiera)      | A     | Laura Reani          | 1996 | 183  |  |       |
| 24 | Italia (bandiera)      | A     | Alice Ferri          | 1995 | 180  |  |       |
| 25 | Italia (bandiera)      | AG    | Laura Macchi         | 1979 | 188  |  |       |

- Allenatore:  Miguel Méndez
- Vice Allenatore:  Giustino Altobelli
- Preparatore atletico:  Ennio Sabbadin
- Medico sociale:  Giovanni Sambo
- Fisioterapista:  Aldo Lucchin
- Addetto Arbitri:  Maurizio Pozzan

- Presidente: Marcello Cestaro
- Vicepresidente: Mario Cestaro
- General Manager: Paolo De Angelis
- Direttore Sportivo: Francesco Alvisi
- Responsabile amministrativo: Maurizio Pozzan
- Direttore Settore Giovanile: Nicoletta Caselin
- Segretario: Giuseppe Facci
- Addetto stampa: Franco Marchetti
- Speaker: Pierangelo Schiralli